# Lake Tekapo (Ort)

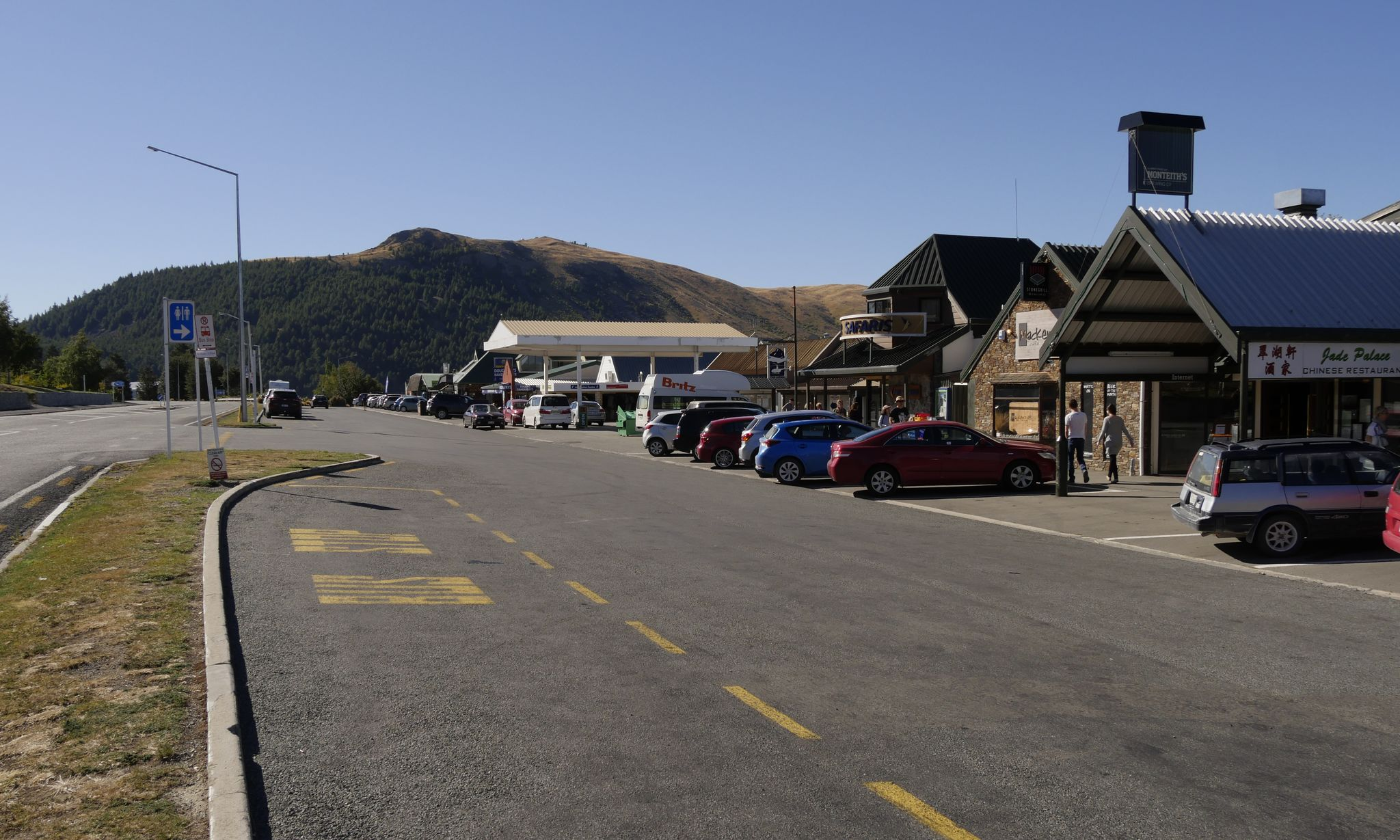
Lake Tekapo, Einkaufszeile direkt am State Highway 8 liegend

Lake Tekapo ist ein kleiner Ort im Mackenzie District der Region Canterbury auf der Südinsel von Neuseeland.

## Geographie
Lake Tekapo liegt am südlichen Ende des gleichnamigen Sees Lake Tekapo, beidseitig des Tekapo Rivers. Durch den Ort führt der New Zealand State Highway 8, der Lake Tekapo mit dem 30 km südöstlich liegenden Fairlie und dem 42 km südwestlich liegenden Twizel verbindet.

## Geschichte
1857 kamen die ersten Siedler an den See und errichteten ihre Farm zur Schafszucht. 1861 wurde das erste Hotel gebaut und eine Fähre zur Überquerung des Tekapo Rivers eingerichtet. 20 Jahre später wurde die Fährverbindung durch eine Brücke ersetzt.
In den 1930er Jahren begann man mit dem Bau des Wasserkraftwerkes am See, doch der Zweite Weltkrieg führte vorerst zur Einstellung der Baumaßnahmen. 1951 wurde das Kraftwerk dann fertiggestellt und in Betrieb genommen. Der See musste zur Stromerzeugung aufgestaut werden. Einige Bauwerke der Gründungszeit verschwanden in dem See.

## Bevölkerung
Zum Zensus des Jahres 2013 zählte der Ort 369 Einwohner, 16,0 % mehr als zur Volkszählung im Jahr 2006.

## Tourismus
Der Ort ist touristisch geprägt. Ein Campingplatz direkt am See liegend und mietbare Apartments bzw. Häuser mit Blick auf den See lassen Touristen in dem Ort verweilen. Von Lake Tekapo aus werden auch Touren zum Mount John mit Besuch des Mt John University Observatory durchgeführt.